# Галлахер, Эллен
Эллен Галлахер (англ. Ellen Gallagher; род. 16 декабря 1965, Провиденс, США) — современная американская художница, живописец, создаёт также графические работы, скульптуры, фильмы.

## Биография
Эллен Галлагер родилась в Провиденс, Род-Айленд, в 1965 году, в семье профессионального боксера. Живёт и работает в Нью-Йорке. Имеет ирландские и афроамериканские корни. Галлахер посещала Оберлин Колледж и Школу Музея изобразительных искусств в Бостоне. Получила награду Американской академии искусств и стипендию фонда Джоан Митчелл.

## Творчество
Работы Галлахер часто исследуют вопросы расовой принадлежности, идентичности и трансформации. На форму и содержание её работ с самого начала повлияли творчество Гертруды Стайн, традиции исполнения негритянских песен, научная фантастика и реклама, ориентированная на афроамериканцев. Галлахер, например, использовала рекламу из таких журналов, как «Ebony», «Our World» и «Sepia» при создании работ «eXelento» (2004) и «DeLuxe» (2004—2005). В ранних работах Галлахер часто наклеивала листы бумаги на натянутый холст, а затем рисовала поверх. В «Watery Ecstatic» (2002—2004), она буквально покрыла изображение акварельной бумагой, сквозь которую проступают образы морских существ из Drexciya, мифической подводной Чёрной Атлантиды. Работы Галлахер привлекают тонкой эстетикой, социальной и политической подоплёкой, смесью исторических реалий с научной фантастикой.

## Работы
- В IGBT (2008) она встроила два узнаваемых силуэта чёрных мужчин в позолоченную схему, создав своего рода современную икону. Галлахер открывает широкое поле ассоциаций, такие, например, как метафора «чёрного золота». Память встроена в память общества, хотя золото приняло электронную форму.
- В DeLuxe Архивная копия от 1 апреля 2016 на Wayback Machine (2004/05), она манипулирует рекламой и историями из журналов Our World, Sepia, и Ebony. Галлахер сказала: «Я взяла архивные материалы из журналов и „оживила“ их при помощи серии трансформаций, используя пластилин, кокосового масла, офорта, краски, чернил, игрушечных глазных яблок и кристаллов». Образы повторяются, видоизменяясь. DeLuxe — набор из 60 кадров, которые объединены вместе, формируя работу большого формата, которая кажется обманчиво абстрактной. При ближайшем рассмотрении оказывается, что структура, похожая на сетку, открывает, что каждая единица содержит статьи из 1930-х по 1970-е, некоторые изображают женщин в желтых париках. Галлахер не только вдохновляется эстетикой рекламы, но и текстом, содержащим название синтетических материалов, таких как «afrilon», «afrilic» и «Nu-Nile». В DeLuxe в конечном итоге выражается потенциал свободы путём преобразования и всеобщего стремления к экспансии идентичности.
- Murmur (2003) — серия из пяти фильмов-проекций, созданных с Edgar Cleijne, напоминает коллажи и рисунки Галлахер с их океаническими изображениями и использования кадров из старых научно-фантастических фильмов. Фильмы, проецируемые на стены, похожи на анимационные рисунки.
- Серия Watery Ecstatic (2003) и Wish-Whish-Whisk (2003) — графические работы, в которых Галлахер использует различные техники, включая вырезание и наслоение листов бумаги для создания подводных сцен.

## Избранные выставки
- 2005—2006 «Текучести времени», Музей современного искусства, Чикаго
- 2005 «Эллен Галлахер: Deluxe», Музей американского искусства Уитни, Нью-Йорк (персональная выставка)
- 2005 «Работы на бумаге», Gagosian Gallery, Беверли Хиллз
- 2004 «Orbus. Orbus», The Fruitmarket Gallery, Эдинбург (персональная выставка)
- Эллен Галлагер — eXelento. Gagosian Gallery Chelsea, Нью-Йорк (персональная выставка)
- 2003 «Murmur», Galerie Max Hetzler, Берлин (персональная выставка)
- 2003 «Currents 88: Ellen Gallaghe», Saint Louis Art Museum (персональная выставка)
- 2002 «Эллен Галлахер: Preserve», The Drawing Center, Нью-Йорке (персональная выставка)
- 2001 «Watery Ecstatic», Бостон (персональная выставка)
- 2000 Anthony d’Offay Gallery, Лондон (персональная выставка)
- 2000 «Большой Нью-Йорк: новое искусство в Нью-Йорке сегодня», Нью-Йорк, в сотрудничестве с Музеем современного искусства, Нью-Йорк (групповая выставка)
- 1999 «Corps Social», Ecole Nationale Supérieure des Beaux-Arts, Париж (групповая выставка)
- 1999 Galerie Max Hetzler, Berlin (персональная выставка)
- 1999 Галерея Макс Hetzler, Берлин (персональная выставка)
- 1999 Mario Diacono, Бостон (персональная выставка)
- 1998 «Открытки из чёрной Америки», Центр Современного Искусства Бреда, Нидерланды
- 1998 IKON Gallery, Бирмингем (персональная выставка)
- 1998 Gagosian Gallery New York, Нью-Йорк (персональная выставка)
- 1997 «Тело живописи», Mario Diacono Gallery, Бостон (групповая выставка)
- 1997 Project Painting, Basilico Fine Arts; Lehmann Maupin, Нью-Йорк (групповая выставка)
- 1997 Projects, Ирландский музей современного искусства, Дублин (групповая выставка)
- 1996 «Внутри видимого», Институт современного искусства в Лондоне, Англия (групповая выставка)
- 1996 Anthony d’Offay New York, NY (персональная выставка)
- 1996 Mary Boone Gallery, Нью-Йорк (персональная выставка)
- 1995 Биеннале Уитни, Музей американского искусства Уитни в Нью-Йорке, Нью-Йорк (групповая выставка)
- 1995 «Измененные состояния», форум современного искусства, (групповая выставка)
- 1995 «Степени Абстракции», Музей изобразительных искусств, Бостон (групповая выставка)
- 1994 «Airborne/Earthbound», Mario Diacono Gallery, Бостон (групповая выставка)
- 1994 In Context, ICA Бостон (групповая выставка)
- 1994 Mario Diacono Gallery Boston, MA (персональная выставка)
- 1993 Travelling Scholars' Exhibit, Музей изящных искусств, Бостон (групповая выставка)
- 1993 African American Perspectives, Rose Art Museum, Brandeis University, Waltham (групповая выставка)
- 1993 Artists Select, Artists Space New York, NY (групповая выставка)
- 1992 Symphony of Prosperity, Akin Gallery, Бостон (групповая выставка)
- 1992 Faces, Clark Gallery, Линкольн (групповая выставка)
- 1992 Word and Image, Бостонская Публичная библиотека, Бостон (групповая выставка)
- 1992 Salon, Akin Gallery, Бостон (групповая выставка)
- 1992 Autopia, Akin Gallery, Бостон (групповая выставка)
- 1992 Akin Gallery New York, Нью-Йорк (персональная выставка)